# Påskeblomst! hvad vil du her
Påskeblomst! hvad vil du her er en dansk sang med tekst af N.F.S. Grundtvig og den almindelige melodi af Carl Nielsen. 
Det er en populær påskesalme.

## Tekst
Grundtvig udgav den 27. maj 1817 i sit eget tidsskrift Danne-Virke den lyrisk-dramatiks tekst Paaske-Lilien.
Denne tekst begynder med 13 lyriske strofer hver på otte linjer om påskeliljen. Herefter følger dramaet om Jesu opstandelse skrevet i versform, særligt blankvers. Teksten afsluttes med en epilog på 8 strofer i samme form som begyndelsens digt.
Grundtvig udtog indledningsdigtet og dele af afslutningsdigtet til et selvstændigt digt han udgav i 1837 i Sang-Værk til den Danske Kirke.
Til en udgivelse i Psalmer og aandelige Sange i 1868 ændrede han yderligere.
Efter Grundtvig har andre salmeredaktører redigeret i sangen og udtaget strofer, så den i den gængse version er nede på seks strofer.
Rimskemaet er aBaBccDD.
Den første strofe lyder:
Siig mig, Blomst! hvad vilst du her!

Bonde-Blomst fra Landsbye-Have,

Uden Duft og Pragt og Skiær!

Hvem est du velkommen Gave!

Hvem mon, tænker du, har Lyst

Dig at trykke ømt til Bryst!

Mener du, en Fugl tør vove

Sang om dig i Danmarks Skove!
Her er der to udsagnsord, vilst og est, der står i gammel dansk bøjning, anden person ental. I nyere versioner er de blevet til vil og er og første verselinje er blevet til "Påskeblomst! hvad vil du her?".
Den oprindelige anden strofe er ikke med i moderne udgaver:
Mener du, om Harpestræng

End jeg slog med dig for Øie,

Nogen vil, fra Blomster-Eng,

Øret til de Toner bøie!

Veedst du ei, at her i Havn

Est du kun et Øgenavn!

Mener du, at jeg har Vilje

Til at nævnes Paaske Lilje!
Her er igen gammel bøjning ved veedst og est. "Havn" hentyder til København.
Ordbog over det danske Sprog (ODS) nævner af "påskelilje" tidligere har været brugt "som smigrende tiltale til en ung kvinde" og navnet "Jens påskelilje" forekommer i Ludvig Holbergs komedie Hexerie eller Blind Allarm om "en evigt forelsket kurmager". Derudover var "påskelilje" benyttet som et øgenavn for Jens Baggesen.
Man skal frem til den oprindelige strofe seks før der er en strofe der har overlevet til den moderne gængse version hvor den er strofe nummer to:
Ei i liflig Sommer-Luft

Spired jeg paa Blomster-Stade,

Ei saa fik jeg Rosens Duft,

Ikke Liljens Sølver-Blade;

Under Vinter-Storm og Regn,

Sprang jeg frem i golde Egn,

Ved mit Syn kun den sig fryder,

Som har kiær hvad jeg betyder.
Ordene i første person, "jeg", er blevet ændret til "du" så det for eksempel nu hedder: "spired du på blomsterstade, / ej så fik du rosens duft".
Alan Gaunt og John Irons har begge oversat digtet til engelsk.
Gaunts førstelinje lyder "Easter flower! why are you here?", mens
Irons førstelinje lyder "Easter flower! what would you here?".

## Musik
Nielsens komposition er fra 1910 og var arrangeret for mandskor og samme år for klaver.
I korarrangementet er den i A-dur, i klaverarrangementet sat ned til F-dur og da den blev udgivet i Folkehøjskolens Melodibog var den nede i D-dur.
I et brev med 1910-klaverudgaven skrev Nielsen til skuespilleren Lars Knudsen:
| „ | Kære Lars! Du bad mig jo om denne Melodi. Hvorfor har Du ikke plaget mig for at holde mit Løfte? Det skal Du skam gjøre en anden Gang; husk dog paa at det kildrer altid Komponistens Forfængelighed. ‘Du har forset Dig svart’, men nu kan Du jo lade som om Du bliver ‘forfædelig glad’ for den, saa gaar jeg paa den alligevel. Farvel Du gamle Dreng! Din hengivne Carl N. | “ |

Samme år som han komponerede salmen skrev han dele af symfonien Sinfonia Espansiva.
Af sange havde Nielsen indtil da haft fokus på sekulære sange af forfattere så som J.P. Jacobsen, Ludvig Holstein og Johannes V. Jensen. Det var først nogle år senere i 1914 at Nielsen begyndte at komponere salmemelodier i større omfang. 
Resultaterne af dette arbejde udkom i 1919 i sangbogen Salmer og Aandelige Sange.
Nielsens Påskeblomst-arrangementet for mandskor er for 2 tenor- og 2 basstemmer og med tempobetegnelsen "Andantino".
Melodien er beskrevet som afdæmpet og andagtsfuld.

## Udgivelser
Teksten "Paaske-Lilien" med digtet blev udgivet i fjerde bind af Danne-Virke den 27. maj 1817. Grundtvig optog selv en version af teksten som nummer 297 i Sang-Værk til den Danske Kirke (1837) med åbningslinjen "Lilje guul, hvad vil du her?".
I 1897 kom salmen som nummer 159b med i Salmebog for Kirke og Hjem, der var redigeret af to frimenighedspræster hvor Jakob Knudsen var den ene. Grundtvigs strofer var redigerede og nede på 8 strofer. Indledningsdigtets strofe 9, "Paaskeblomst! en Draabe stærk" er her begyndelsesstrofen.
I 1934 kom den med i Tidehvervs Tillæg til Salmebogen udgivet af en Kreds af Præster. Igen skete ændringer.
Året efter blev den i en form også optaget i SALMER Valgmenigheder og Frimenigheder 1935, i 1938 i Salmetillæg af 1938. Tillæg til Salmebog for Kirke og Hjem og i 1940 i den grundtvigianske salmebog der blot hed Salmer.
Arbejdet frem mod en ny dansk samlende salmebog betød yderligere udgivelser.
Ved et møde i november i 1949 stemte salmebogskommissionen, og med 6 for og 4 imod kom den med i en version på 6 strofer. Den blev nummer 206 i Den Danske Salmebog 1953-udgaven under afsnittet "Jesu Opstandelse".
Den fulgte med over i udgaven fra 2002/2003 hvor den nu er nummer 236 under afsnittet "Kristi opstandelse".
Salmen findes i populære sangbøger. I 555 sange er den i C-dur uden becifring,
mens den er i D-dur med becifring i Edition Wilhelm Hansens blå Sangbogen.
Michael Bojesens arrangement for SATB-kor blev udgivet i 2015.
Bojesen transponere til Es-dur.

## Opførsler og indspilninger
Påskeblomst! hvad vil du her blev første gang opført af den 2. maj 1910. Det var Studenter-Sangforeningen der sidenhen opførte den flere gange.
Til DR's tv-udsendelse "Fællessang for dronningen" i anledning af Dronning Margrethes 80 års fødselsdag sang Oh Land sangen under harmonikaledsagelse fra en båd i Københavns Havn.
I DR's udsendelsesrække Før Søndagen i 2018 sang Kristine Gether og Lauritz Jakob Thomsen fra DR KoncertKoret sangen under harpe- og strygeledsagelse.
I 2025-udgaven af Før Søndagen introducerede Katrine Muff og Mathias Hammer en tv-optagelse, hvor DR Pigekoret sang til et arrangement af Phillip Faber.
Carl Nielsen Trios udgave er med tenorsang, fløjte og guitar.
Indenfor jazz-genren har Etta Cameron, Carl Nielsen Jazz Trio og Thomas Fryland Sekstet indspillet sangen.
Trio Befores version er instrumentel med saxofon, bas og klaver.
Organisten Naji Hakim har improviseret over Nielsens komposition.
Han har også arrangeret variationer for en strygekvartet.
Optagelser fra Gudstjeneste hvor salmen bliver sunget findes også, for eksempel en DR's optagelse fra Holmens Kirke den 1. april 2024.

## Vurderinger
Biskop og kongelig konfessionarius Erik Norman Svendsen betegner "Påskeblomst! hvad vil du her" for "den danske påskesalme frem for nogen anden".
Teksten kalder Erik Skyum-Nielsen for "Grundtvigs storslåede digt".
Carl Nielsens komposition kalder Jørgen I. Jensen "den fremragende melodi".
Phillip Faber udvalgte salmen som en af sine 20 yndlingssange til bogen "Den danske sang" fra 2020.